# 黑利斯 (扎利茲齊市鎮)
黑利斯（羅馬化：Chornyi Lis，直译：「黑森林」）是烏克蘭西部捷爾諾波爾州捷尔诺波尔区扎利茲齊市鎮的村莊，距離帕納西夫卡1.5公里，始建於1864年，面積2.3平方公里，2001年人口351。